# П'ятдесятий закон
«П'ятдесятий закон» — бестселер за рейтингом «New York Times» авторства репера 50 Cent і Роберта Гріна. Книга є напівавтобіографічною розповіддю про ранні роки виконавця, коли він був наркоторговцем і перспективним музикантом. Видання містить уроки й анекдоти з життя історичних особистостей (Авраама Лінкольна, Сунь Цзи, Сократа, Наполеона, Малколма Ікса, Джеймса Болдуїна, Майлза Девіса, Франсуа де Ларошфуко, Макіавеллі, Річарда Райта, Фукідіда, Достоєвського, Чарлі Паркера, Шарля Луї де Монтеск'є).

## Передісторія
«П'ятдесятий закон» стала результатом дружби й взаємного захвату діяльністю 50 Cent і Роберта Ґріна. Репер попрохав свого менеджера домовитися про зустріч з Ґріном після прочитання його книги «48 законів влади», що довгий час була помітним явищем у хіп-хоп індустрії. Письменник заявив про своє здивування персоною виконавця, його «дзен-спокоєм» і поглядами на стратегію. Обоє розпочали працювати над книгою, котра поєднала два світи авторів.
За словами Ґріна, 50 Cent — приклад того, що Макіавеллі називав «новим правителем», лідером, котрий з'являється в час хаосу й потрясінь і змінює правила. На думку Фіфті, в книгах Роберта описано закони та стратегії, які використовують гаслери, навіть якщо вони й не знають «технічні терміни» того, що вони роблять.

## Зміст
Центральною темою книги є мужність. На задній обкладинці зазначено nihil timendum est (укр. «не бійся нічого»). Кожна з 10 глав пояснює як Фіфті вивчив Філософію мужності в Квінзі.

### Десять концепцій мужності
1. Бачити речі, якими вони є. (Інтенсивний реалізм)
2. Робити все своєю власністю. (Самозабезпечення)
3. Робити з лайна цукерку. (Опортунізм)
4. Продовжувати рухатися. (Обчислена рушійна сила)
5. Знати, коли бути поганим. (Агресія)
6. Керувати з передової. (Авторитет)
7. Знати своє оточення зсередини. (Зв'язок)
8. Поважати гру. (Майстерність)
9. Діяти на межі власних можливостей. (Віра в свої сили)
10. Протистояти своїй смерті (Піднесене)[12]

## Відгуки
Книга дебютувала на 5-ій сходинці рейтингу «New York Times» і стала бестселером в «USA Today». Більшість оглядачів позитивно оцінили видання («New York Post», «The Guardian», «Library Journal»).
Для реклами книжки Ґрін і 50 Cent з'явилися на The Today Show, CNBC, ABC, BBC та MTV News. «П'ятдесятий закон» також видали як 60-сторінковий комікс.